# Sonova Audiological Care Austria
Die Sonova Audiological Care Austria GmbH (bis 31. Dezember 2018 Hansaton Akustische Geräte GmbH) mit Sitz in Wals-Himmelreich bei Salzburg, ist seit 2001 Tochter der Schweizer Sonova AG und seit über 60 Jahren Anbieter für Hörsysteme in Österreich. Mehr als 370 Mitarbeiter arbeiten in über 110 Hörkompetenz-Zentren. Zum Leistungsangebot zählenkostenlose Hörmessungen /-beratungen und Reparaturen, kostenloses Probetragen neuester Hörgeräte, ein kostenloser Online-Hörtest, Cochlea-Implantate, Remote Support, Pädakustik (Hörgeräteanpassung bei Kindern) sowie Krankenkassen-Direktverrechnung.

## Geschichte
1961 eröffnet Hansaton in Innsbruck sein erstes Hörgeräte-Fachgeschäft als Auslandsfiliale der Rudolf Fischer KG Hamburg, Deutschland. 1969 fusionierte das Unternehmen mit den Siemens Reiniger Werken, Wien und wurde 1976 als Tochter-Unternehmen in den Siemens-Konzern eingegliedert. 1983 durch die Siemens Audiologische Technik aus Erlangen übernommen und 1993 durch ein Management-Buy-out an das damalige Management-Team von Hansaton verkauft. 2001 übernahm die Phonak Holding AG (heute Sonova AG) Hansaton. 2004 akquirierte Hansaton die Viennatone Hörgeräte GmbH in Wien mit über 20 Standorten und hatte damit 210 Mitarbeiter. 2011 expandierte Hansaton durch Übernahme der Hörgerätekette DeMax, einer der führenden Anbieter von Hörgeräten in Ungarn. Im November 2017 wurde das Wiener Hörgeräte-Unternehmen Pachmann von Hansaton übernommen. Seit Januar 2019 lautet der Firmenname Sonova Audiological Care Austria GmbH.

## Produkte
Hansaton vertreibt Im-Ohr-Hörgeräte / Hinter-dem-Ohr-Hörgeräte als auch Högeräte-Zubehör wie Hörgerätebatterien, Reinigungs- / Pflegeprodukte sowie Gehörschutz und Ohrstöpsel.